# Olaines pagasts
Olaines pagasts er en territorial enhed i Olaines novads i Letland. Pagasten etableredes i 1819, havde 7.960 indbyggere i 2010 og omfatter et areal på 289,53 kvadratkilometer. Hovedbyen i pagasten er Jaunolaine.